# Pseudobornia ursina
La pseudobornia (Pseudobornia ursina) è una pianta estinta appartenente alle sfenopsidi, vissuta nel Devoniano superiore. I suoi resti fossili sono stati ritrovati in Norvegia e in Alaska.

## Descrizione
Con un'altezza stimata in circa 15-20 metri, la pseudobornia è uno dei più antichi alberi di grandi dimensioni. Il fusto era slanciato e organizzato in nodi, mentre le foglie erano portate solo sui rami terminali, organizzati in verticilli da quattro foglie ciascuno. Le foglie possedevano una lamina molto incisa. I rami che si dipartivano dal tronco potevano raggiungere una lunghezza di tre metri. Sono stati ritrovati anche fossili di coni con verticilli di sporangiofori e brattee sterili. La parte inferiore della pianta era molto simile a quella del bambù, a causa del fusto segmentato.

## Classificazione
Descritta per la prima volta nel 1899 sulla base dei resti fossili ritrovati nell'Isola degli Orsi (Norvegia), la pseudobornia è considerata un arcaico, seppur gigantesco, rappresentante delle sfenopsidi, ovvero il gruppo di piante primitive attualmente rappresentato dagli equiseti. Pseudobornia è l'unico membro dell'ordine Pseudoborniales, ed è considerato piuttosto primitivo rispetto a forme successive come Calamites, di cui forse era un antenato.

## Habitat
La pseudobornia dominava gli ambienti fluviali, dove cresceva lungo le rive in zone detritiche.